# Yttrialite
Ne doit pas être confondu avec Yttria.
L'yttrialite ou yttrialite-(Y) est un sorosilicate naturel d'yttrium et de thorium, de formule chimique (Y,Th)2Si2O7. L'yttrium et le thorium peuvent être partiellement substitués par d'autres éléments. 
Ce minéral se présente sous la forme de petites tablettes prismatiques, vert olive à brun noir.